# Przebieczany (gromada)
Przebieczany (od 27 I 1969 Biskupice) – dawna gromada, czyli najmniejsza jednostka podziału terytorialnego Polskiej Rzeczypospolitej Ludowej w latach 1954–1972.
Gromady, z gromadzkimi radami narodowymi (GRN) jako organami władzy najniższego stopnia na wsi, funkcjonowały od reformy reorganizującej administrację wiejską przeprowadzonej jesienią 1954 do momentu ich zniesienia z dniem 1 stycznia 1973, tym samym wypierając organizację gminną w latach 1954–1972.
Gromadę Przebieczany z siedzibą GRN w Przebieczanach utworzono – jako jedną z 8759 gromad na obszarze Polski – w powiecie krakowskim w woj. krakowskim, na mocy uchwały nr 22/IV/54 WRN w Krakowie z dnia 6 października 1954. W skład jednostki weszły obszary dotychczasowych gromad Przebieczany, Lednica Górna, Sułków i Bodzanów ze zniesionej gminy Trąbki w tymże powiecie. Dla gromady ustalono 27 członków gromadzkiej rady narodowej.
30 czerwca 1960 do gromady Przebieczany przyłączono obszar zniesionej gromady Biskupice.
1 kwietnia 1967 z gromady Przebieczany wyłączono obszar o powierzchni 15, 44, 35 ha, należący do wsi Biskupice, a obejmujący: część drogi państwowej pgr. lkat. 1583/1, część drogi wiejskiej pgr. lkat. 1563/2, pgr. lkat. 521/2, 521/5, 521/6, 521/8, 521/9, 521/10, 521/11, 521/12, 521/13, 521/14, 521/30, 521/35, 521/36, 522, 492, 493 i 495/16, włączając go do gromady Trąbki w tymże powiecie.
1 stycznia 1969 z gromady Przebieczany wyłączono wsie Dobranowice i Lednica Górna włączając je do gromady Wieliczka w tymże powiecie. Tego samego dnia do gromady Przebieczany przyłączono obszar zniesionej gromady Trąbki (uchwała XIV/78/68 podaje nieprecyzyjne sformułowanie "łączy się gromady Trąbki i Przebieczany", nie dając jednoznacznie ustalić nazwy i siedziby gromady po połączeniu obu jednostek; jednakże, nieco późniejsza uchwała z 27 stycznia 1969 wskazuje że chodzi właśnie o gromadę Przebieczany z siedzibą GRN w Przebieczanach).
27 stycznia 1969 gromadę Przebieczany zniesiono przez przeniesienie siedziby GRN z Przebieczan do Biskupic i przemianowanie jednostki na gromada Biskupice.